# 西恵司
西 恵司（にし けいじ、旧字体：西 惠司、1947年 <昭和22年> 2月27日  - ）は、日本の政治家。自由民主党、大阪維新の会所属の元大阪府議会議員、元大阪府議会副議長。勲位は旭日中綬章。

## 来歴
1987年、堺市議会議員選挙に出馬し初当選。以後同市議を5期務めた。2007年からは大阪府議会議員選挙に自由民主党公認で出馬し同年初当選。2011年大阪府議会議員選挙では大阪維新の会に鞍替えし再選。2015年大阪府議会議員選挙では無所属で出馬し三選。2019年大阪府議会議員選挙では自由民主党に復党し、大阪維新の会公認候補に辛勝して四選。2019年5月からの1年間は三田勝久議長とともに第114代大阪府議会副議長を務めた。自由民主党大阪府支部連合会幹事長として迎えた2023年大阪府議会議員選挙で同党は26人を公認するも当選はわずか７人と惨敗。自身も大阪維新の会公認候補に敗れて落選し、幹事長を辞任した。

## 選挙歴
- 2003年4月 堺市議会議員選挙 (定数52) で14位当選[9]
- 2007年4月 大阪府議会議員選挙 堺市中区選挙区 (定数1) で初当選[3]
- 2011年4月 大阪府議会議員選挙 堺市中区選挙区 (定数1) で再選[4]
- 2015年4月 大阪府議会議員選挙 堺市中区選挙区 (定数1) で３選[5]
- 2019年4月 大阪府議会議員選挙 堺市中区選挙区 (定数1) で４選[6]
- 2023年4月 大阪府議会議員選挙 堺市中区選挙区 (定数1) で落選[8]

## 栄典
- 2024年4月 令和6年春の叙勲で旭日中綬章を受章[10]

## 統一教会との関係
共同通信によるアンケートによると、統一教会からの寄付受領やパーティー券購入などの有無はあると回答。統一教会の会合出席、祝電送付などの有無については、出席したことがある  ▽勝共連合日韓トンネル。私の関心は紀淡トンネルの方が重要だと思うと回答。